# USS LST-332
O USS LST-332 foi um navio de guerra norte-americano da classe LST que operou durante a Segunda Guerra Mundial.